# Шукеа (Бузау)
Шукеа (рум. Șuchea) насеље је у Румунији у округу Бузау у општини Канешти. Oпштина се налази на надморској висини од 336 m.

## Становништво
Према подацима из 2002. године у насељу је живело 262 становника, од којих су сви румунске националности.